# Adoxaceae

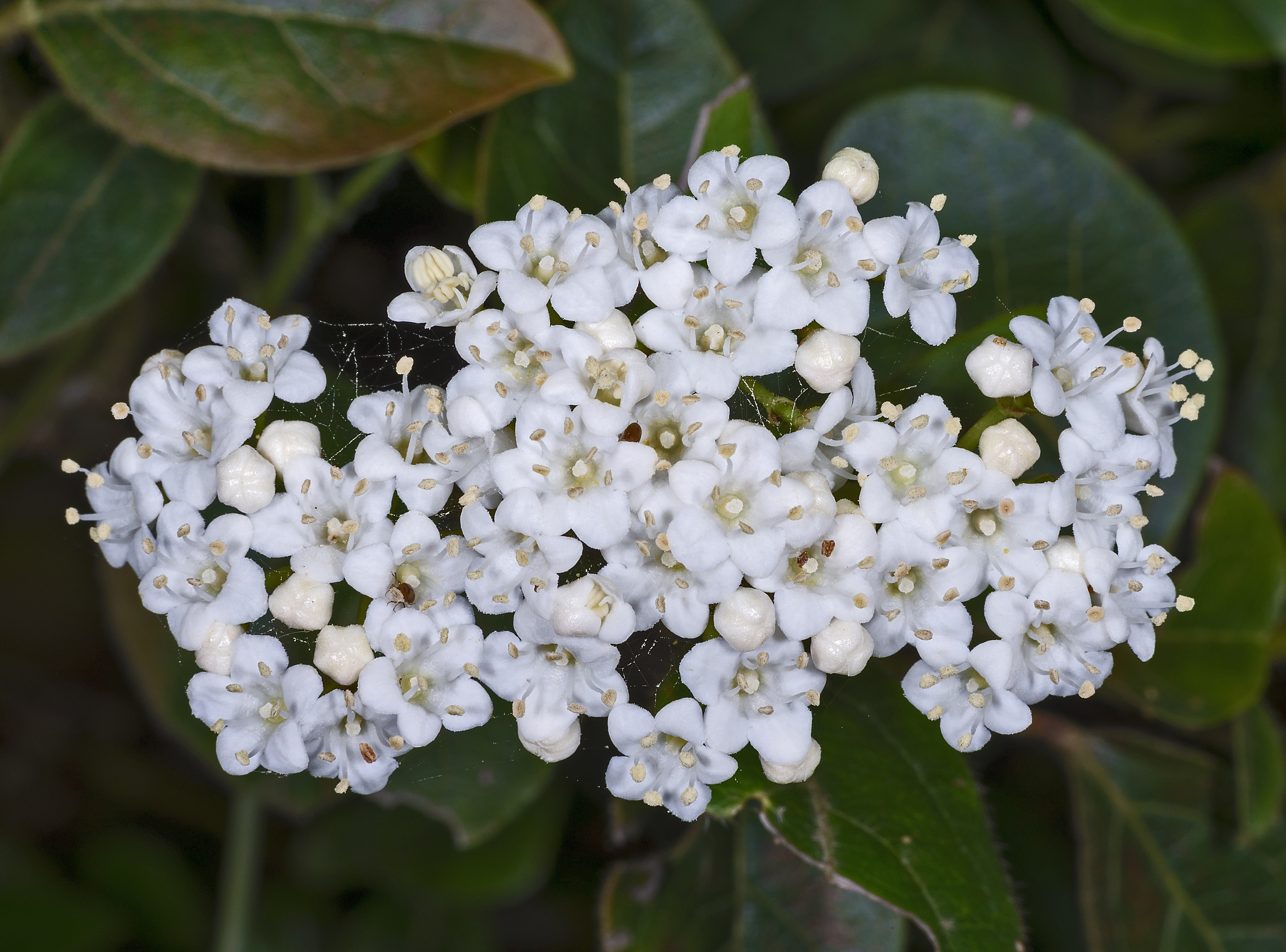
Viburnum tinus, inflorescencia.

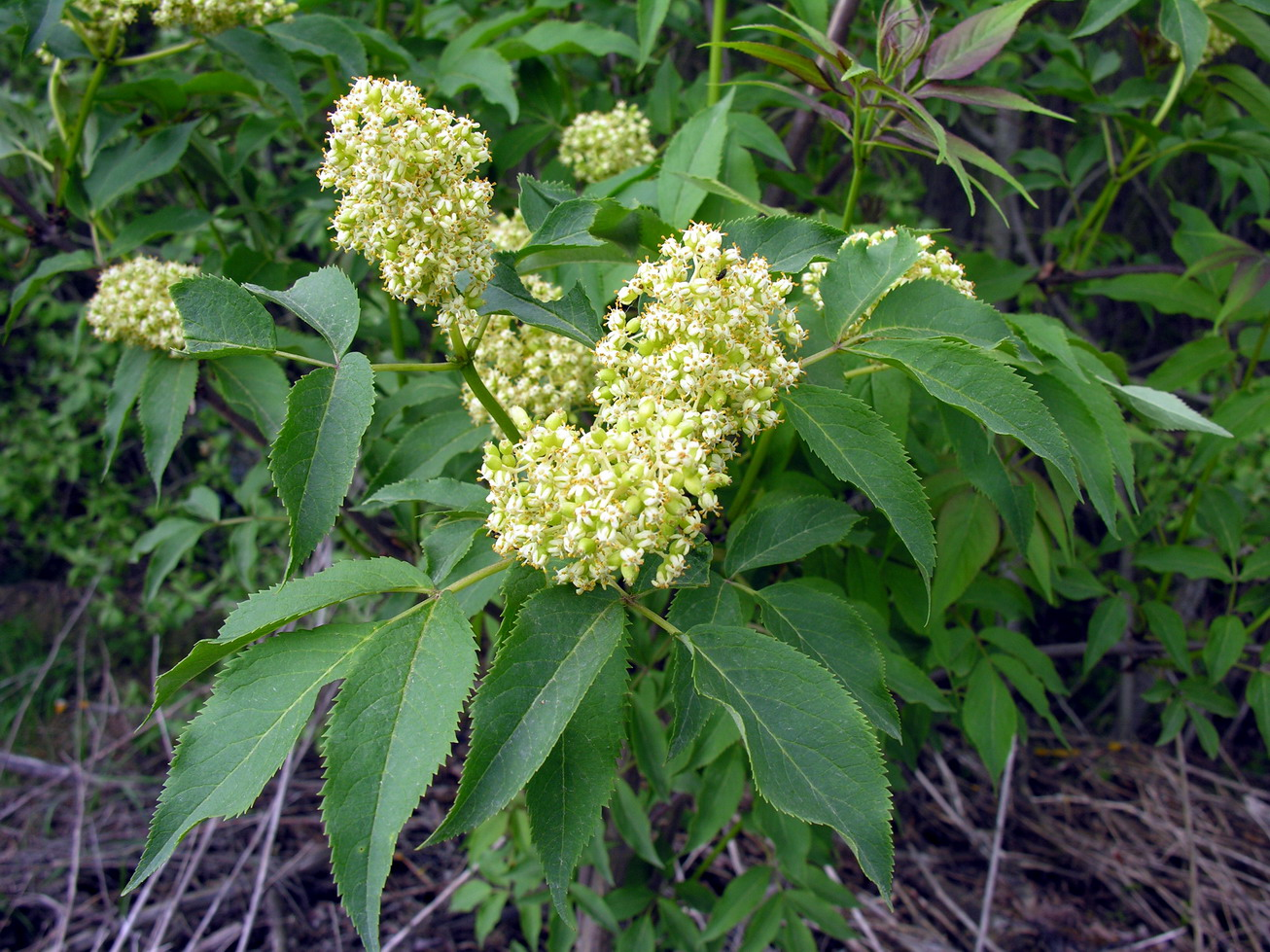
Sambucus racemosa, inflorescencias.

Las adoxáceas (Adoxaceae) son una familia de angiospermas perteneciente al orden de las dipsacales.
Comprende 5 géneros aceptados con unas 200 especies.

## Descripción
Son arbustos o, con menor frecuencia, hierbas perennes o pequeños árboles. Las hojas son opuestas, simples o compuestas (ternadas, biternadas, ternado-pinnadas, biternado-pinnadas o imparipinadas. Las flores son solitarias u organizadas en panículas terminales o umbeladas, espigas o cimas. Dichas flores son hermafroditas, con cáliz y corola algo connados, tri a pentameras. Los estambres, extrorsos, en número de 5 en Sambucus y  Viburnum, 3-5 en Adoxa y Sinadoxa están insertados en el tubo de la corola y acompañados de 3-5 estaminodios en espiral interior. El ovario es semi-ínfero a ínfero, con 1-5-loculos, 3-5 estilos connados o libres. Los frutos son drupas con una única semilla de abundante endospermo ruminado.
En anteriores clasificaciones, la familia estaba compuesta de una sola especie Adoxa moschatellina (Moschatel). Los géneros Sambucus (saúco) y Viburnum estaban previamente incluidos en la familia de las madreselvas Caprifoliaceae, pero pruebas genéticas según la Clasificación filogenética APG mostraron que se encontraban más apropiadamente aquí.
Moschatel es una planta herbácea pequeña, florece a principios de primavera y se marchita hasta el nivel del suelo en el verano, inmediatamente después de que las bayas han madurado; las hojas son compuestas. 
Los saúcos son en su mayoría arbustos, pero dos especies son plantas arbóreas; todas tienen hojas compuestas. 
Los viburnum son todos arbustos, con hojas simples.

## Taxonomía
La familia fue descrita por  Ernst Heinrich Friedrich Meyer y publicado en Preussens Pflanzengattungen 198. 1839. El género tipo es: Adoxa